# Javier Bitar
Sergio Javier Bitar Hirmas (París, 16 de octubre de 1965) es un ingeniero civil matemático, artista marcial y  ejecutivo de empresas chileno. Fue subgerente de SAAM y Viña San Pedro. 

## Biografía
Hijo del exsenador y ex ministro de Estado Sergio Bitar Chacra y de la socióloga María Eugenia Hirmas Rubio, nació en Francia y vivió de niño en Estados Unidos y Venezuela, países en los que su padre vivió durante el exilio después del golpe de Estado de Pinochet.
De regreso en Chile se formó como ingeniero civil matemático en la Universidad de Chile entre 1983 y 1988, donde realizó su tesis con Eric Goles.
Posteriormente se trasladó a Berkeley, donde se inició en las consultorías en la empresa Business Design Associates (BDA), formada por el empresario y político chileno Fernando Flores, amigo de su padre, a quien conocía desde su niñez. Desarrollando esa actividad se especializó en consultorías internacionales en una gran cantidad de rubros, como la industria del cemento, la informática, la petroquímica, el corretaje de seguros y los bancos.
El año 1996 regresó a Chile como director de proyectos de BDA Chile. El 2000, junto a tres socios fundó Grupo Sur Consultores, firma que utilizaba técnicas creadas por Flores.
En 2004 entró en calidad de Gerente general a Viña Santa Helena, filial de Viña San Pedro. Cuatro años más tarde fue designado gerente general de esta última empresa, tocándole gestionar el proceso de fusión con Viña Tarapacá.
A comienzos de 2013 se anunció su salida del cargo y su asunción como gerente general en SAAM, a la cual renunció a principios del año 2016, para ser reemplazado por Macario Valdés. En enero de 2017 asume la gerencia general de Empresas Transoceánica, matriz de negocios de la familia Schiess, que posteriormente fue renombrada como Tánica S.A., cargo del cual fue reemplazado por Eustaquio Martinez Zubicoa en 2023.En 2024 asume como Gerente General de Viña Santa Rita.